# Perinereis amblyodonta
Perinereis amblyodonta är en ringmaskart som först beskrevs av Schmarda 1861.  Perinereis amblyodonta ingår i släktet Perinereis och familjen Nereididae.
Artens utbredningsområde är havet kring Nya Zeeland. Inga underarter finns listade i Catalogue of Life.